# Reindustrialización

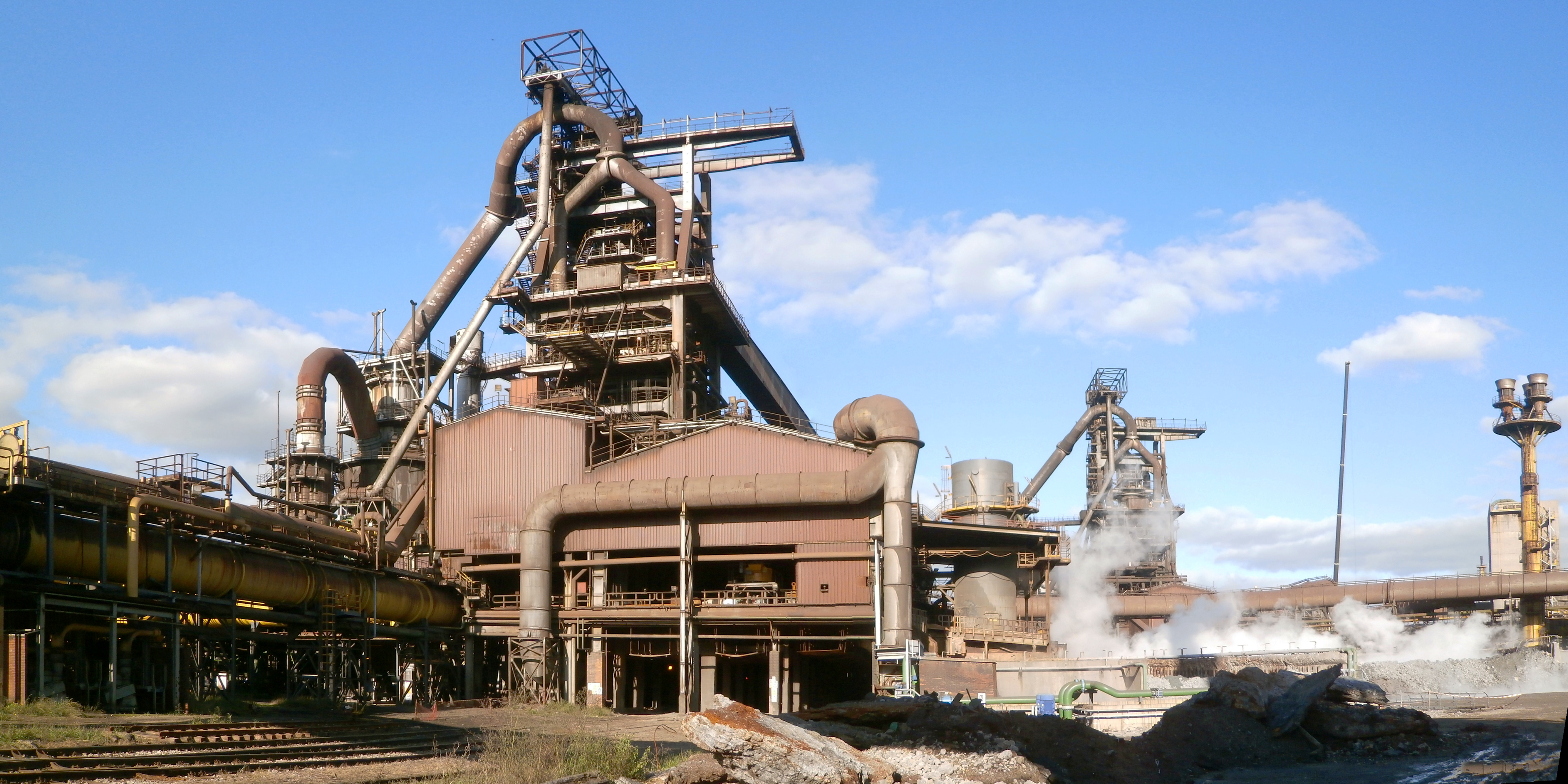
Uno de los Altos Hornos de siderurgia de la empresa ArcelorMittal en Veriña, Gijón, (España).

La reindustrialización es el proceso económico, social y político de organizar los recursos nacionales con el propósito de que las industrias vuelvan a establecerse en un país o territorio que abandonaron o del que desaparecieron. Es lo contrario de la desindustrialización.

## Interpretaciones

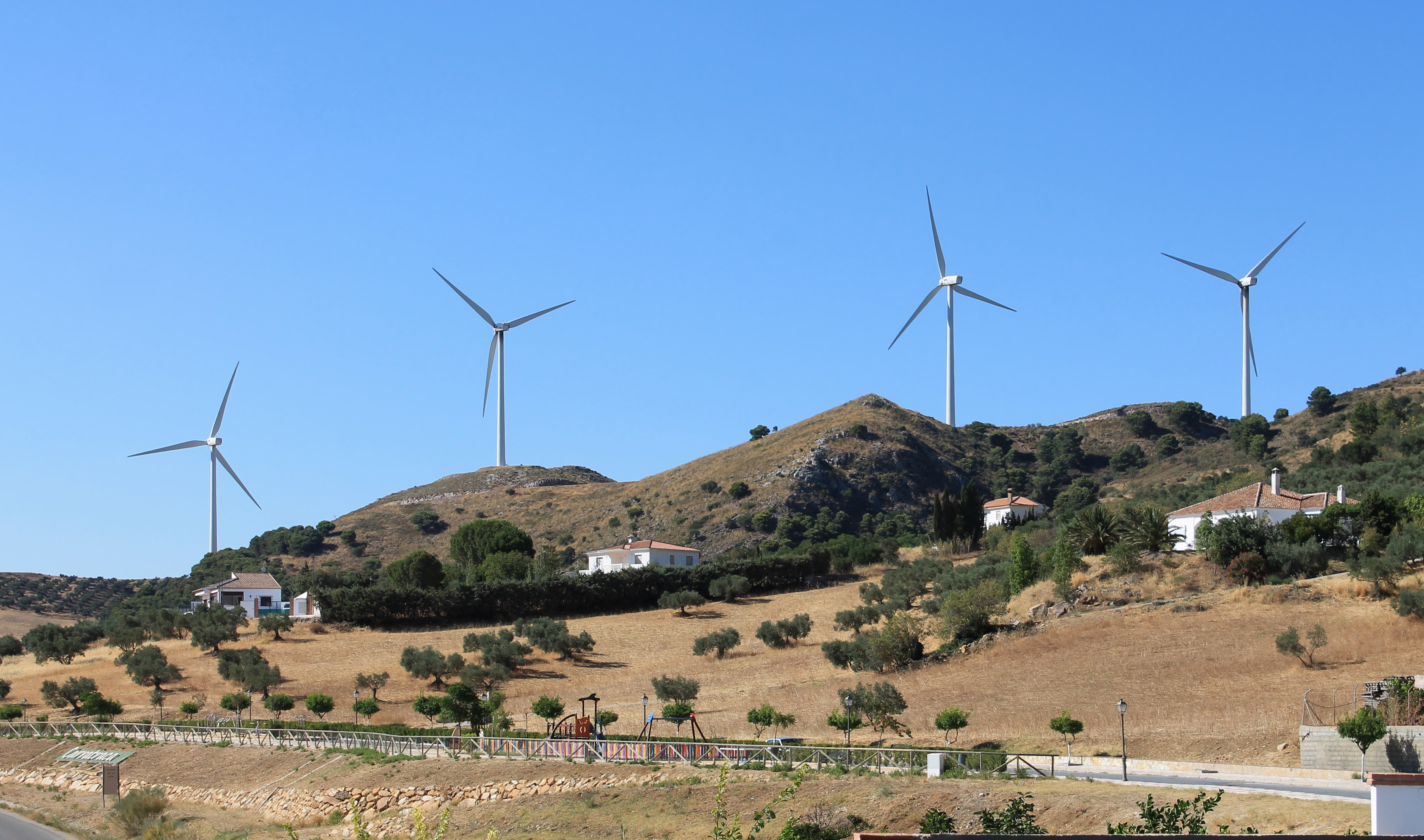
Aerogeneradores G87 de la empresa Gamesa en la Sierra de Baños, (España).

China, India y el Sudeste Asiático fueron centros industriales durante largos períodos de la historia. Estos países y regiones padecieron una gran pérdida de producción industrial debido a la colonización durante los siglos XVIII-XX. Después de muchas décadas de su independencia, estos países empezaron a reindustrializarse por sí mismos. De 1980 a 2010 la participación de estos países en la producción industrial mundial ha aumentado varias veces.
En el contexto de una participación decreciente de los países de la Organización para la Cooperación y el Desarrollo Económicos en el PIB mundial y de subcontratación de fabricación y servicios, la reindustrializacion busca revertir la tendencia actual (llamada deslocalización) de las industrias, especialmente las manufactureras, a abandonar los países desarrollados para emigrar a los subdesarrollados en busca de salarios más baratos o mejores condiciones.
Tras haber sido una idea política solamente de los BRICS o los países del sureste asiático, el concepto de reindustrialización está entrando en el discurso de los formuladores de políticas proteccionistas en las economías del cuarto mundo, donde la influencia de la economía puede desafiar algunos de los logros del neoliberal "Consenso de Washington" respecto al libre comercio.[cita requerida]

## Causas de la reindustrialización

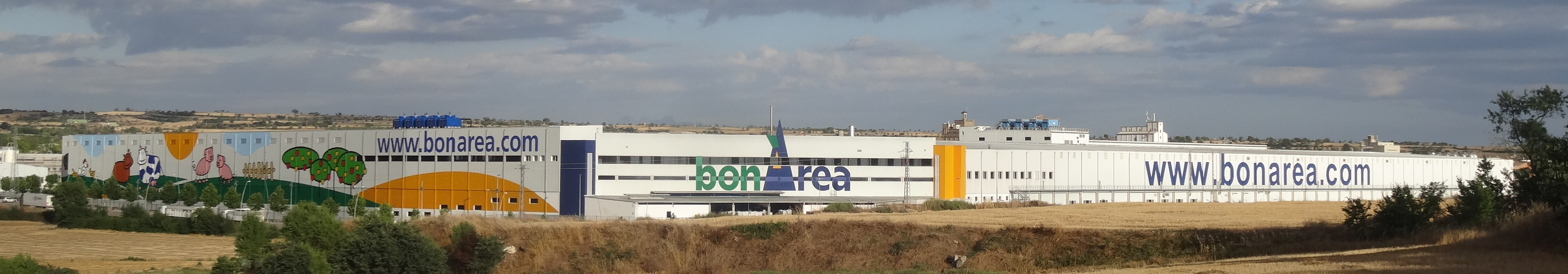
Edificio de operaciones del Grupo Alimentario BonÀrea, en Guisona, (España).

1. En las economías asiáticas, la reindustrialización es un proceso natural de crecimiento económico por el cual los anteriormente centros industriales de China, India y el Sudeste Asiático restablecen sus economías.
2. Los defensores de la reindustrialización creen que los empleos manufactureros y otros trabajos industriales son social y económicamente más deseables que los trabajos en el sector servicios o en el sector primario: «La industria es clave en las grandes economías del mundo por su capacidad de generar valor añadido y actuar de motor del resto de actividades.»[2]
3. Preocupaciones de seguridad nacional motivan políticas de reindustrialización, reflejando un deseo de autosuficiencia y un miedo a dificultades en rutas comerciales o cadenas de suministro si se desencadenan conflictos.
4. Las políticas de reindustrialización pueden reflejar preocupaciones sobre la balanza comercial.[3][4]